# Pantringshof

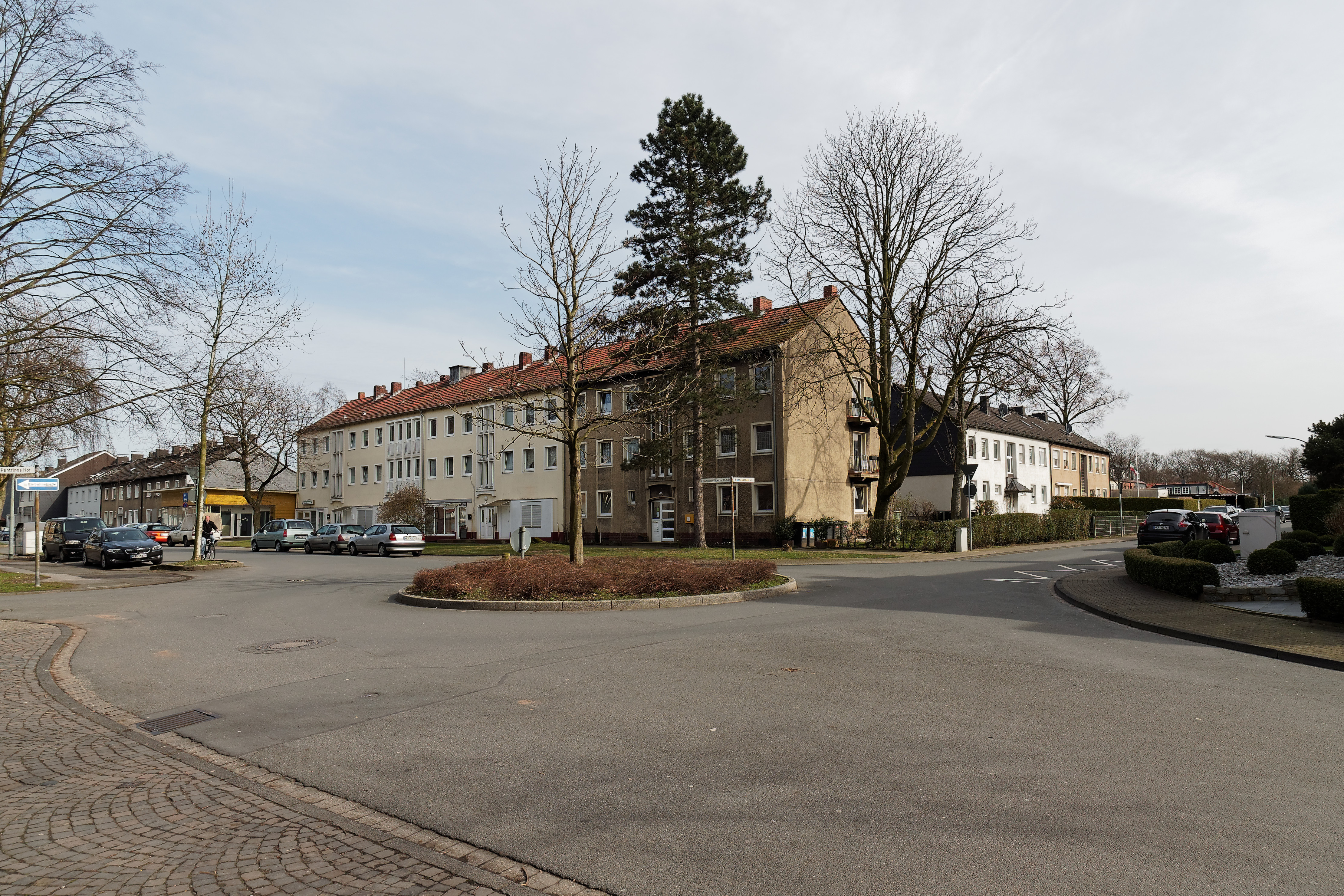
Zentrum der Siedlung Pantringshof an der Eberhard-Wildermuth-Straße

Die Siedlung Pantringshof liegt im Herner Stadtteil Horsthausen und grenzt an die Städte Recklinghausen (Ortsteil König Ludwig) und Castrop-Rauxel (Ortsteil Pöppinghausen). Im Norden fließt die Emscher und im Süden liegt der Rhein-Herne-Kanal mit der Schleuse Herne-Ost. Auf dem Gelände des namensgebenden ehemaligen Hofes des Bauern Pantring baute in den 1950er Jahren die Zeche Friedrich der Große eine Bergarbeitersiedlung. Zuvor bestand der Ortsteil nur aus wenigen Wohnhäusern der Beschäftigten von Schleuse und Staatswerft.

## Geschichte
In den 1970er Jahren wurde unter dem Namen Siedlung Eichenforst ein Neubaugebiet zwischen dem Rhein-Herne-Kanal und Pantringshof für den sozialen Wohnungsbau erschlossen.
Die am 22. Dezember 1957 eingeweihte evangelische Paul-Gerhardt-Kirche, zugehörig zum Gemeindeverbund Bladenhorst-Zion, wurde Ende 2007 stillgelegt und entwidmet. Der letzte Gottesdienst fand am 30. Dezember 2007 statt. Im Turm der Paul-Gerhard-Kirche hingen 3 Glocken, gegossen 1957 vom Bochumer Verein. Da das entwidmete Gotteshaus keiner anderen Nutzung zugeführt werden konnte, wurden Gebäude und angrenzendes Grundstück an einen Investor verkauft, der im Juli 2010 den Abriss des ehemaligen Gotteshauses vollzog. Die Bauarbeiten auf dieser Liegenschaft zur Ansiedlung eines Lidl-Marktes wurden im zum Eröffnungstermin im November 2010 abgeschlossen. Zwei der ursprünglichen drei Glocken der abgerissenen Kirche wurden 2011 auf dem gegenüber liegenden Grundstück, am Emsring, in einem Trägergestell ausgestellt. Der Verbleib der dritten und größten Glocke ist nicht bekannt.

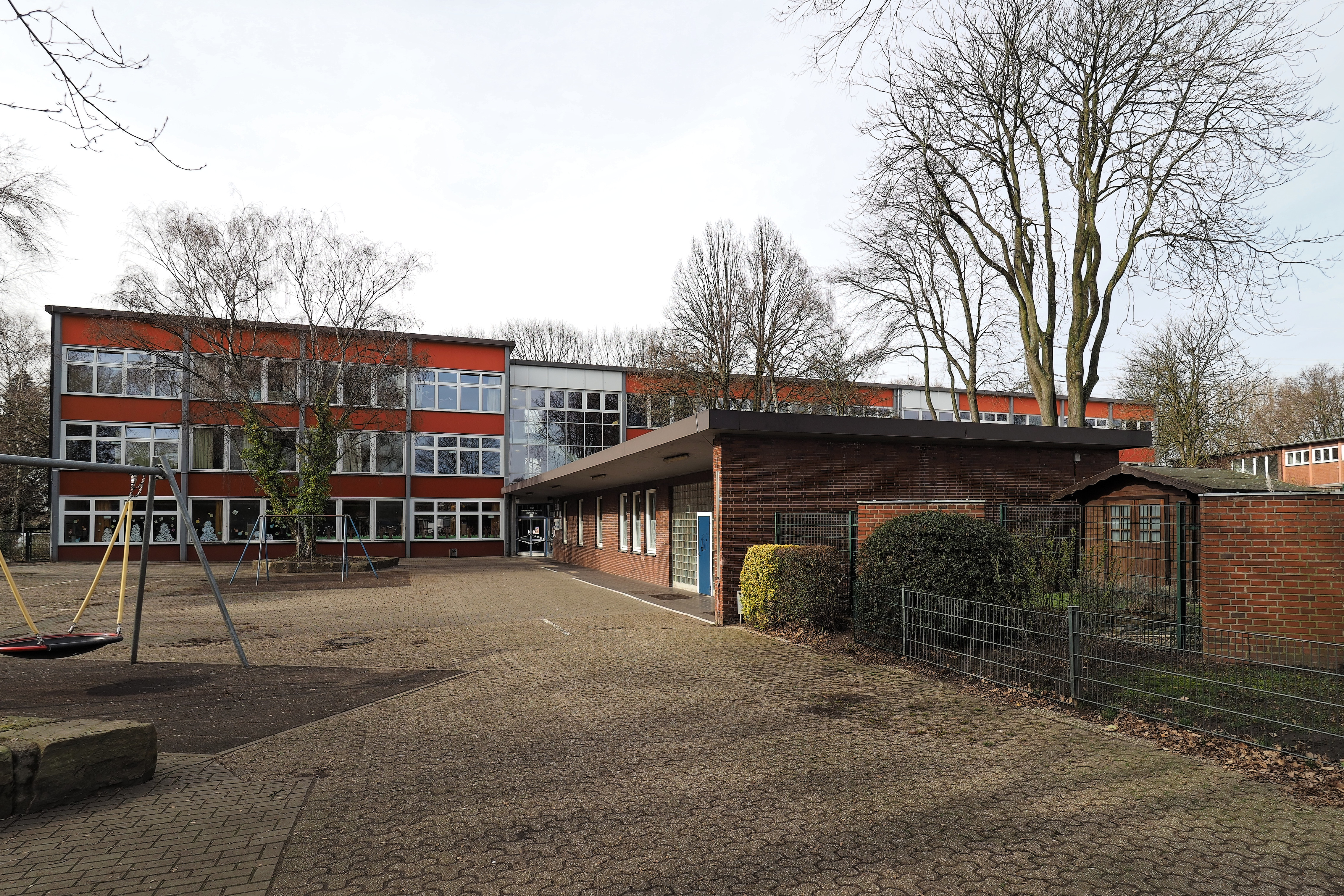
Gebäude der Grundschulen

## Grundschule Pantrings Hof
Die Grundschule Pantrings Hof ist eine städtische Grundschule im äußersten Nordosten der Stadt Herne. Die Schule hat sechs Lehrer und etwa 100 Schüler.
Zum Schulgelände gehören das seit 1961 bestehende Schulgebäude, ein Pausenhof, eine Turnhalle, ein Lehrschwimmbecken und ein – von den Kindern erbautes – Naturgebiet mit Teich, Trockenmauer, Kräuterspirale und Sumpfgelände. Im selben Schulkomplex befindet sich auch die Erich-Kästner-Grundschule, eine Sonderschule für Sprachbehinderte.

### Naturgebiet
Im Schuljahr 1994/1995 begann die Planung und der Bau des Naturgebietes. Dazu sollte die in etwa 1500 m² große Gymnastikwiese umgestaltet werden. Als Erstes wurden intensive Planungsmaßnahmen mit Computern und anderen Medien durchgeführt. Zunächst wurde die Trockenmauer auf einem Schotterfundament errichtet. Als Nächstes wurde eine Grube für den Teich ausgehoben, mit Teichfolie verlegt und mit Wasser befüllt. Später wurde dann ein Nutzgarten mit einer Kräuterspirale gebaut und die Möglichkeit zur Kompostierung errichtet. Im Juni 1999 begann der Bau eines Sumpfes. Im Juni 2000 wurde die Schule zu einer Umweltschule in Europa gekürt. 2002 erhielt die Schule die Auszeichnung ein weiteres Mal.
Das Projekt „Umweltschule in Europa“ wurde 2003 abgelöst von der Kampagne Agenda 21 in der Schule. Auch in diesem Rahmen wurde die Grundschule Pantrings Hof in den Jahren 2003 bis 2005 und 2006 bis 2008 vom Schulministerium ausgezeichnet.

## Bedienung ÖPNV
Diese Siedlung ist an den ÖPNV mit den Linien 237, 362 und NE32 angebunden.
| Linie | Verlauf | Takt (Mo–Fr) | Betreiber |
| ----- | --- | ------------ | --------- |
| 237   | Recklinghausen Hbf – Hillen – Hillerheide – Röllinghausen – König Ludwig – Herne, Pantringshof – Castrop-Rauxel-Pöppinghausen – Habinghorst – Castrop-Rauxel Hbf – Europaplatz – Castrop Münsterplatz | 60 min       | Vestische |
| 362   | Siedlung Eichenforst – Pantringshof – Schloß Strünkede – Herne Bf – Herne Mitte – Kulturzentrum – Holsterhausen Süd – Solbad – Wanne-Eickel Hbf | 15 min       | HCR       |
| NE32  | NachtExpress: Herne Bf → Horsthausen → Pantringshof → Schloß Strünkede → Herne Bf → Herne Mitte → Archäologie-Museum/Kreuzkirche → Tierpark Gysenberg → Siedlung Constantin → Herne-Süd → Flottmann-Hallen → Hölkeskampring → Herne Bf Fährt in den Nächten Freitag/Samstag, Samstag/Sonntag, vor Feiertagen und nach besonderer Ankündigung | 60 min       | HCR       |